# Ferdinand Rudolph
Ferdinand Rudolph (1899 – ?) byl belgický reprezentační hokejový útočník.
V roce 1924 byl členem Belgického hokejové týmu, který skončil osmý na zimních olympijských hrách.